# Palazzo Bovino (Nápoly)
A Palazzo Bovino egy nápolyi palota, melyet a 19. században több ház összeépítése során jött létre. Monumentális klasszicista stílusú homlokzatát, mely Giuseppe Pisanti műve, firenzei kőfaragások és motívumok díszítik.